# Trabazos (Encinedo)
Trabazos es una localidad española que forma parte del municipio de Encinedo, en la provincia de León, comunidad autónoma de Castilla y León.

## Geografía

### Ubicación
| Noroeste: Silván  | Norte: Odollo | Noreste: Marrubio  |
| Oeste: Forna      |               | Este: Castrohinojo |
| Suroeste Encinedo | Sur: Encinedo | Sureste: Encinedo  |

## Demografía
Evolución de la población
| Gráfica de evolución demográfica de Trabazos entre 2000 y 2017     |
|                                                                    |
| Población de derecho (2000-2017) según el padrón municipal del INE |